# 아티 오테고

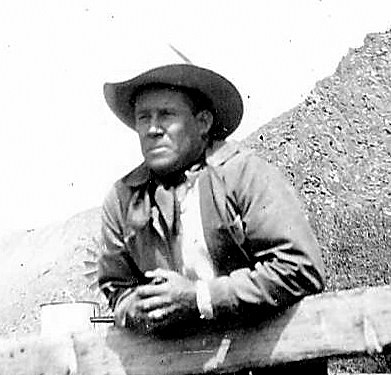

아티 오테고(Artie Ortego, 1890년 2월 9일 ~ 1960년 7월 24일)는 미국의 배우, 텔레비전 배우, 스턴트 배우, 영화배우이다.
산호세에서 태어났으며 버뱅크에서 사망하였다. 사인은 뇌졸중이다.

## 영화
- 버지니아 시티 (1940년)
- 역마차 (1939년)
- 조로 - 볼드 카발레로 (1936년)
- 걸 크레이지 (1932년)